# Detroit (pel·lícula)
Detroit és un drama històric estatunidenc dirigit per Kathryn Bigelow, estrenat l'any 2017. Tracta sobre els motins sobrevinguts a Detroit l'any 1967 i els esdeveniments a l'Algiers Motel.

## Argument
El juliol de 1967, tenen lloc importants disturbis a Detroit, Michigan, per protestar contra la segregació racial als Estats Units i la guerra del Vietnam. La policia de Detroit rep queixes de pillatges, incendis i trets amb armes de foc. Les forces de l'ordre acordonen l'Algiers Motel d'on semblen provenir detonacions, i on tindrà lloc l'afer del Motel Algiers. En mig d'aquest caos, Melvin Dismukes, un agent de seguretat privat afroamericà, intenta sobreviure tot protegint els seus semblants.

## Repartiment
- John Boyega: Melvin Dismukes
- Will Poulter: Philip Krauss
- Algee Smith: Larry Reed
- Jacob Latimore: Fred Temple
- Jason Mitchell: Carl Cooper
- Hannah Murray: Julie Hysell
- Kaitlyn Dever: Karen Malloy
- Jack Reynor: Demens
- Ben O'Toole: Flynn
- Nathan Davis Jr.: Aubrey
- Peyton Alex Smith: Lee
- Malcolm David Kelley: Michael Clark
- Joseph David-Jones: Morris
- John Krasinski: Attorney Auerbach
- Anthony Mackie: Greene
- Laz Alonso: John Conyers Jr.
- Ephraim Sykes: Jimmy
- Leon Thomas III: Darryl
- Gbenga Akinnagbe: Aubrey Pollard Sr.
- Chris Chalk: Oficial Frank

## Producció

### Gènesi i desenvolupament
El gener 2016, s'anuncia que Kathryn Bigelow i el guionista Mark Boal col·laboren una tercera vegada junts, després de En terra hostil i Zero Dark Thirty, per a un film sobre els disturbis de 1967 a Detroit. El rodatge té lloc durant l'estiu de 2016 per a una estrena prevista a l'estiu 2017, pels 50 anys del conflicte.

### Repartiment dels papers
El maig de 2016, l'actriu Hannah Murray, coneguda per al paper de Vere a la sèrie Game of Thrones, és la primera en unir-se al repartiment.
El mes següent, és John Boyega, seguit de Jack Reynor, Will Poulter i Ben O'Toole en els papers principals.
L'agost de 2016, Anthony Mackie, Jacob Latimore, Algee Smith, Joseph David-Jones i Kaitlyn Dever són confirmats.
El setembre i octubre 2016, Jason Mitchell, John Krasinski així com Jeremy Strong, Chris Chalk, Austin Hebert, Ephraim Sykes, Laz Alonso, Nathan Davis Jr., Malcolm David Kelley, Peyton Alex Smith i Leon Thomas III també han estat contractats.

### Rodatge
El rodatge comença el juliol de 2016, a Boston Algunes escenes han estat rodades a Dedham i a Brockton.
El rodatge segueix a Detroit l'octubre de 2016.

### Controvèrsia
Abans de la seva sortida, el film ha suscitat una controvèrsia sobre els orígens anglo-noruecs de Kathryn Bigelow i doncs la seva legitimitat per tractar el tema de la història afroamericana, cosa que podria afectar les recaptacions del film; per al guionista Mark Boal, que ha tornat a fer llegir els seus esborranys per l'historiador Jelani Cobb, aquestes crítiques vindrien sobretot de « periodistes blancs ». John Boyega ha defensat el tractament de la història per part de Bigelow.

### Estrena
Després d'una preestrena a Detroit el 25 de juliol de 2017 i una sortida limitada el 28 de juliol de 2017, el film surt el 4 d'agost de 2017 als Estats Units, amb ocasió dels 50 ans dels disturbis.

### Acollida crítica
El film rep crítiques més aviat positives als Estats Units. A Rotten Tomatoes, Detroit obté el 83 % d'opinions favorables amb 213 critiques i una nota mitjana de 7,5⁄10. A Metacritic, el film recull una mitjana de 78⁄100, per a 48 crítics.